# Les Loups entre eux (film, 1936)
Pour les articles homonymes, voir Les Loups entre eux.
Pour plus de détails, voir Fiche technique et Distribution.
Les Loups entre eux est un film d'espionnage français de Léon Mathot, sorti en 1936.
Ce film est la suite de Deuxième bureau (film) de 1935.

## Synopsis
Un espion nazi a dérobé à Paris un filtre pour masque à gaz d'une redoutable efficacité. Deux agents du 2e bureau ont pour mission d'aller le reprendre à Berlin.

## Fiche technique
- Réalisation : Léon Mathot,
- Scénario : Charles Robert-Dumas, assisté de Francis Didelot
- Dialogues : Charles Spaak
- Décors : Jacques Colombier
- Photographie : René Gaveau, Paul Portier
- Montage : Jacques Desagneaux
- Musique : Jean Lenoir
- Société de distribution : Compagnie française de distribution cinématographique
- Pays :  France
- Format :  Son mono  - Noir et blanc   - 1,37:1
- Genre : Film d'espionnage
- Durée : 103 minutes
- Date de sortie  :
  - France : 3 septembre 1936

## Distribution
- Roger Duchesne : le capitaine Benoît
- Jules Berry :  le commissaire Raucourt
- Renée Saint-Cyr :  Nicole Servigne
- Suzanne Desprès : Gertrude Weygelmann
- Pierre Renoir : Gottfried Welter
- Gina Manès : Nina
- Laure Diana : Natacha
- Jean Debucourt :  le lieutenant von Brenner
- Pierre Finaly : le juge d'instruction
- Foun-Sen : la domestique de Benoît
- Julien Clément
- Marcel Vallée : le directeur de la prison
- Arthur Devère : le garçon du Vaterland
- Pierre Magnier : le colonel Guéraud
- Bernard Lancret : Max von Raugwitz
- Camille Bert : Weygelmann
- Georges Prieur : le général von Raugwitz
- Robert Ralphy : l'avocat de Brenner
- Simone Gauthier